# Michelle Alves
Michelle Alves (Londrina, 19 de setembro de 1978) é uma modelo brasileira cuja carreira a fez trabalhar com célebres casas de moda de âmbito global, como Elie Saab, Valentino, Christian Lacroix, Armani Privé, Giorgio Armani, Anne Valérie Hash, Chado Ralph Rucci, Christian Dior,Victoria's Secret e Diane von Fürstenberg.

## Carreira
Michelle Alves não pensava em ser modelo e chegou a iniciar o curso de Engenharia Civil, mas não concluiu — resolveu dedicar-se à carreira de modelo. Seu primeiro trabalho foi aos quatorze anos, participando de um concurso na Exposição Agropecuária de Londrina, onde foi escolhida «Princesa Simpatia». Ficou com o segundo lugar em um concurso da Elite e foi para a França, depois Japão, de onde decidiu voltar para a Europa. Já na Austrália, a modelo atuou em comerciais. Decidida a entrar de vez no mundo da moda, Michelle partiu para Nova York, onde conseguiu de vez grandes trabalhos, assim como ser reconhecida mundialmente.